# Bjelland Bay
Die Bjelland Bay ist eine große Bucht an der Nordküste Südgeorgiens. Sie liegt westlich des Bjelland Point und nordöstlich des Atherton Peak.
Das UK Antarctic Place-Names Committee benannte sie 2013 in Anlehnung an die gleichnamige Landspitze. Deren Namensgeber ist Sigurd L. Bjelland, ab 1951 für einige Jahre Manager der South Georgia Whaling Company auf der Walfangstation Leith Harbour.